# Mücke Motorsport
Mücke Motorsport is een Duits raceteam dat actief is in vele uiteenlopende raceklassen. Het team is vooral bekend vanwege de deelname in de DTM.

## Geschiedenis

### Oprichting
Peter Mücke richtte in 1998 een eigen raceteam op om zijn zoon Stefan Mücke een plaats te bieden in het ADAC Formule BMW kampioenschap. Het volgende jaar groeide het team, met coureur Stefan, door naar het Duits Formule 3 kampioenschap. In 2002 maakte het team de overstap naar de nieuwe Formule 3 Euroseries.

### DTM
Vanaf 2005 neemt het team deel aan de DTM. Naast Stefan Mücke kwamen ook bekendere namen als Ralf Schumacher en David Coulthard uit voor het team. Het team neemt vanaf de eerste deelname onafgebroken deel aan het kampioenschap met een zogenaamde Jahreswagen, een auto van het voorgaande seizoen.

### GP3 Series
In het seizoen 2010 stapt Mücke Motorsport in de nieuwe GP3 Series. Tijdens dit eerste seizoen komen de Nederlanders Renger van der Zande en Nigel Melker uit voor het team.

## Coureurs
Mücke Motorsport heeft een aantal Formule 1 coureurs opgeleid. Christian Klien, Robert Kubica, Sebastian Vettel, Markus Winkelhock en Sébastien Buemi kwamen allen uit voor het team. Vettel, Klien en Buemi kwamen allen uit voor het team dankzij sponsor Red Bull.